# 界面活性剤の一覧
界面活性剤の一覧（かいめんかっせいざいのいちらん）は、代表的な界面活性剤の一覧である。

## 陰イオン系

### カルボン酸型
- オクタン酸ナトリウム (C7H15COONa）
- デカン酸ナトリウム (C9H19COONa）
- ラウリン酸ナトリウム (C11H23COONa）
- ミリスチン酸ナトリウム (C13H27COONa）
- パルミチン酸ナトリウム (C15H31COONa）
- ステアリン酸ナトリウム (C17H35COONa、w:Sodium stearate）
- PFOA（C7F15COOH）
- ペルフルオロノナン酸（C8F17COOH、w:Perfluorononanoic acid）
- N-ラウロイルサルコシンナトリウム （C11H23CON(CH3)CH2COONa、w:Sodium lauroyl sarcosinate）
- ココイルグルタミン酸ナトリウム （HOOCCH2CH2CH(NHCOR)COONa） ※R=C11〜C17
- アルファスルホ脂肪酸メチルエステル塩 （CH3(CH2)nCH(SO3Na)COOCH3）

### スルホン酸型
- 1-ヘキサンスルホン酸ナトリウム （C6H13SO3Na）
- 1-オクタンスルホン酸ナトリウム （C8H17SO3Na）
- 1-デカンスルホン酸ナトリウム （C10H21SO3Na）
- 1-ドデカンスルホン酸ナトリウム （C12H25SO3Na）
- ペルフルオロブタンスルホン酸 (C4F9SO3H、w:Perfluorobutanesulfonic acid）
- 直鎖アルキルベンゼンスルホン酸ナトリウム（RC6H4SO3Na）

トルエンスルホン酸ナトリウム （CH3C6H4SO3Na）
クメンスルホン酸ナトリウム （C3H7C6H4SO3Na）
オクチルベンゼンスルホン酸ナトリウム （C8H17C6H4SO3Na）
DBS （C12H25C6H4SO3Na）
- ナフタレンスルホン酸ナトリウム （C10H7SO3Na）
- ナフタレンジスルホン酸二ナトリウム （C10H6(SO3Na)2）
- ナフタレントリスルホン酸三ナトリウム （C10H5(SO3Na)3）
- ブチルナフタレンスルホン酸ナトリウム （C4H9C10H6SO3Na）
- PFOS（C8F17SO3H）

### 硫酸エステル型
- ラウリル硫酸ナトリウム （C12H25OSO3Na）
- ミリスチル硫酸ナトリウム （C14H29OSO3Na）
- ラウレス硫酸ナトリウム（C12H25(CH2CH2O)nOSO3Na、w:Sodium laureth sulfate）
- ポリオキシエチレンアルキルフェノールスルホン酸ナトリウム （C8H17C6H4O[CH2CH2O]3SO3Na）
- ラウリル硫酸アンモニウム （C12H25OSO3NH4、w:Ammonium lauryl sulfate）

### リン酸エステル型
- ラウリルリン酸 （C12H25OPO(OH)2）
- ラウリルリン酸ナトリウム （C12H25OPOOHONa）
- ラウリルリン酸カリウム （C12H25OPOOHOK）

## 陽イオン系

### 第4級アンモニウム塩型
- 塩化テトラメチルアンモニウム （N+(CH3)4Cl）
- 水酸化テトラメチルアンモニウム （N+(CH3)4OH、w:Tetramethylammonium hydroxide）
- 塩化テトラブチルアンモニウム （N+(C4H9)4Cl）
- 塩化ドデシルジメチルベンジルアンモニウム （C12H25N+(CH3)2CH2C6H5Cl）
- 塩化アルキルトリメチルアンモニウム （RN+(CH3)3Cl）

塩化オクチルトリメチルアンモニウム （C8H17N+(CH3)3Cl）
塩化デシルトリメチルアンモニウム （C10H21N+(CH3)3Cl）
塩化ドデシルトリメチルアンモニウム （C12H25N+(CH3)3Cl）
塩化テトラデシルトリメチルアンモニウム （C14H29N+(CH3)3Cl）
塩化セチルトリメチルアンモニウム (CTAC) （C16H33N+(CH3)3Cl）
塩化ステアリルトリメチルアンモニウム （C18H37N+(CH3)3Cl）
- 臭化アルキルトリメチルアンモニウム （RN+(CH3)3Br）

臭化ヘキサデシルトリメチルアンモニウム (CTAB) （C16H33N+(CH3)3Br）
- 塩化ベンジルトリメチルアンモニウム （C6H5CH2N+(CH3)3Cl）
- 塩化ベンジルトリエチルアンモニウム （C6H5CH2N+(C2H5)3Cl）
- 塩化ベンザルコニウム （C6H5CH2N+(CH3)2RCl） ※R=C8〜C17
- 臭化ベンザルコニウム （C6H5CH2N+(CH3)2RBr） ※R=C8〜C17
- 塩化ベンゼトニウム （C6H5CH2N+(CH3)2(CH2CH2O)2C6H4C8H17Cl）
- 塩化ジアルキルジメチルアンモニウム （RN+R(CH3)2Cl）

塩化ジデシルジメチルアンモニウム （C10H21N+C10H21(CH3)2Cl）
塩化ジステアリルジメチルアンモニウム （C18H37N+C18H37(CH3)2Cl、w:Dimethyldioctadecylammonium chloride）

### アルキルアミン塩型
- モノメチルアミン塩酸塩 （CH3NH2・HCl）
- ジメチルアミン塩酸塩 （(CH3)2NH・HCl）
- トリメチルアミン塩酸塩 （(CH3)3N・HCl）

### ピリジン環を有する物質
- 塩化ブチルピリジニウム （C5H5N+C4H9Cl）
- 塩化ドデシルピリジニウム （C5H5N+C12H25Cl）
- 塩化セチルピリジニウム （C5H5N+C16H33Cl）

## 非イオン系

### エステル型
- ラウリン酸グリセリン （C11H23COOCH2 CH(OH)CH2OH、w:Glyceryl laurate）
- モノステアリン酸グリセリン （C17H35COOCH2 CH(OH)CH2OH）
- ソルビタン脂肪酸エステル （RCOOCH2CH (CHOH)3CH2O）
- ショ糖脂肪酸エステル （RCOOC12H21O10）

### エーテル型
- ポリオキシエチレンアルキルエーテル （RO(CH2CH2O)nH）

ペンタエチレングリコールモノドデシルエーテル （C12H25O(CH2CH2O)5H、w:Pentaethylene glycol monododecyl ether）
オクタエチレングリコールモノドデシルエーテル （C12H25O(CH2CH2O)8H、w:Octaethylene glycol monododecyl ether）
- ポリオキシエチレンアルキルフェニルエーテル （RC6H4O(CH2CH2O)nH）

オクチルフェノールエトキシレート （C8H17C6H4O(CH2CH2O)nH）
ノニルフェノールエトキシレート  （C9H19C6H4O(CH2CH2O)nH）
- ポリオキシエチレンポリオキシプロピレングリコール （H(OCH2CH2)l(OC3H6)m(OCH2CH2)nOH)

### エステルエーテル型
- ポリオキシエチレングリセリン脂肪酸エステル
- ポリオキシエチレンひまし油
- ポリオキシエチレン硬化ひまし油
- ポリオキシエチレンソルビタン脂肪酸エステル
- ポリオキシエチレンソルビトール脂肪酸エステル
- ポリオキシエチレンヘキシタン脂肪酸エステル
- ソルビタン脂肪酸エステルポリエチレングリコール

### アルカノールアミド型
- ラウリン酸ジエタノールアミド （C11H23CON(C2H4OH)2)
- オレイン酸ジエタノールアミド （C17H33CON(C2H4OH)2)
- ステアリン酸ジエタノールアミド （C17H35CON(C2H4OH)2)
- コカミドDEA （CH3(CH2)nCON(C2H4OH)2、w:Cocamide DEA)

### アルキルグリコシド
オクチルグルコシド （C8H17C6H11O6）
デシルグルコシド （C10H21C6H11O6、w:Decyl glucoside）
ラウリルグルコシド （C12H25C6H11O6、w:Lauryl glucoside）

### 高級アルコール
- セタノール （C16H33OH、w:Cetyl alcohol)
- ステアリルアルコール （C18H37OH、w:Stearyl alcohol)
- オレイルアルコール （CH3(CH2)7CH=CH(CH2)8OH、w:Oleyl alcohol)

## 両性界面活性剤

### アルキルベタイン型
- ラウリルジメチルアミノ酢酸ベタイン （C12H25N+(CH3)2CH2COO-）
- ステアリルジメチルアミノ酢酸ベタイン （C18H37N+(CH3)2CH2COO-）
- ドデシルアミノメチルジメチルスルホプロピルベタイン （C12H25N+(CH3)2(CH2)3SO3-）
- オクタデシルアミノメチルジメチルスルホプロピルベタイン （C18H37N+(CH3)2(CH2)3SO3-）

### 脂肪酸アミドプロピルベタイン型
- コカミドプロピルベタイン（Cocamidopropyl betaine） （C11H23CONH(CH2)3N+(CH3)2CH2COO-）
- コカミドプロピルヒドロキシスルタイン （C11H23CONH(CH2)3N+(CH3)2CH2CHOHCH2SO3-）

### アルキルイミダゾール型
- 2-アルキル-N-カルボキシメチル-N-ヒドロキシエチルイミダゾリニウムベタイン （RC3H4N2(C2H4OH)CH2COO-）

### アミノ酸型
- ラウロイルグルタミン酸ナトリウム （C11H23CON(C2H4COOH)HCHCOONa）
- ラウロイルグルタミン酸カリウム （C11H23CON(C2H4COOH)HCHCOOK）
- ラウロイルメチル-β-アラニン （C11H23CONH(C2H4COOCH3）

### アミンオキシド型
- ラウリルジメチルアミンN‐オキシド （C12H25N+(CH3)2O-）
- オレイルジメチルアミンN‐オキシド （C18H37N+(CH3)2O-）